# Hermann Kächele
Hermann Kächele (* 24. Mai 1890 in Karlsruhe; † 13. August 1914 in Brückensweiler) war ein deutscher Fußballspieler.

## Karriere
Kächele gehörte dem Karlsruher FV an, für den er in den vom Verband Süddeutscher Fußball-Vereine ausgetragenen Meisterschaften im Südkreis von 1908 bis 1914 Punktspiele bestritt.
Während seiner Vereinszugehörigkeit gewann er mit der Mannschaft sechs regionale Meisterschaften und einmal die Deutsche Meisterschaft, jedoch ohne in der Endrunde im Jahr 1910 eingesetzt worden zu sein.
Erst am 12. Mai 1912 beim 8:1-Sieg im Viertelfinale über den Cölner BC 01 in München-Gladbach bestritt er sein erstes Endrundenspiel um die Deutsche Meisterschaft. Eine Woche später wirkte er in Frankfurt am Main gegen die SpVgg 1899 Leipzig mit, die mit 3:1 bezwungen wurde. Sein letztes Endrundenspiel bestritt er am 26. Mai 1912 im Hamburger Finale gegen den Finalisten, den man 1910 mit 1:0 bezwungen hatte; doch diesmal gewann Holstein Kiel mit 1:0 durch den von Ernst Möller in der 52. Minute verwandelten Strafstoß.

## Erfolge
- Deutscher Meister 1910 (ohne Einsatz)
- Zweiter der Deutschen Meisterschaft 1912
- Süddeutscher Meister 1910, 1911, 1912
- Südkreismeister 1910, 1911, 1912